# Sigela
Sigela is een geslacht van vlinders van de familie Uilen (Noctuidae), uit de onderfamilie Acontiinae.

## Soorten
- S. basipunctaria Walker, 1861
- S. eubleptica Schaus, 1915
- S. holopolia Dyar, 1914
- S. leucozona Hampson, 1910
- S. mathetes Dyar, 1914
- S. ormenis Schaus, 1914
- S. penumbrata Hulst, 1896
- S. prosticta Hampson, 1910
- S. punctata Hampson, 1898
- S. sodis Dyar, 1914